# Ванильный ростбиф
Ванильный ростбиф (ваниллеростбратен, нем. Vanillerostbraten) — классическое блюдо австрийской и в особенности венской кухни. Готовится аналогично цвибельростбратену. Вопреки названию в рецепте ванильного ростбифа ванили нет, но есть чеснок. Когда появилось блюдо, ваниль была очень дорогой специей из Месоамерики и была доступна только аристократии. Чеснок в те времена в шутку называли «ванилью для бедняков».
Для ванильного ростбифа тонко нарезанное мясо солят, перчат, приправляют чесноком, с одной стороны обваливают в муке, обжаривают и затем вынимают из сковороды. На жире, оставшемся после жарки, готовят соус с добавлением чеснока, других пряностей и стружек сливочного масла, в который в заключение ещё раз опускают ростбиф. В классическом рецепте ваниллеростбратен подают с жареным картофелем.